# Shutdown (Unix)
Sui sistemi Unix, il comando shutdown è usato per spegnere o riavviare un computer. Solo l'utente root (che è l'amministratore del sistema) può eseguire il comando.

## Uso
Il comando, nella sua forma più comune, si presenta come shutdown [opzione] momento [messaggio]. Le opzioni più comuni sono -h (abbreviativo di halt) per indicare l'arresto del sistema e -r (abbreviativo di reboot) per indicare il riavvio della macchina. Il momento è quando l'operazione deve essere eseguita: si può omettere oppure specificare now, ed allora l'operazione viene eseguita immediatamente; oppure si può indicare un orario specifico o un intervallo di tempo. Messaggio è un eventuale messaggio che il sistema invierà agli utenti connessi per avvisare dell'operazione che sta per svolgersi. Esempi:
```
shutdown -r now
```

riavvierà il computer immediatamente, mentre
```
shutdown -h -t 60
```

arresterà il computer fra 60 secondi (dopo aver avvisato).
La sintassi completa del comando è la seguente:
```
shutdown
 [-akrhfnc] [-t 
secondi
] 
tempo
 
(in minuti)
 [
messaggio
]
    -a        usa /etc/shutdown.allow
    -k        non esegue realmente il comando, avvisa soltanto gli utenti collegati al sistema
    -r        riavvia dopo lo shutdown
    -h        arresta dopo lo shutdown
    -f        esegue un riavvio rapido (salta fsck)
    -F        forza 
fsck
 al riavvio
    -n        non arresta il sistema usando "init" per cui esegue il compito molto velocemente
    -c        annulla uno shutdown in corso
    -t 
sec.
   tempo di attesa fra l'avviso ed il segnale di arresto
```